# Rosalind Franklin
Rosalind Elsie Franklin (Londres, 25 de julho de 1920 – Londres, 16 de abril de 1958) foi uma química britânica que contribuiu para o entendimento das estruturas moleculares do DNA, RNA, vírus, carvão mineral e grafite. Embora seus trabalhos sobre o carvão e o vírus tenham sido apreciadas em sua vida, suas contribuições para a descoberta da estrutura do DNA tiveram amplo reconhecimento póstumo.
Nascida em uma notável família judaica britânica, Franklin foi educada em uma escola particular em Norland Place, no oeste de Londres, na Lindores School for Young Ladies em Sussex, e na St Paul's Girls' School, em Londres. Depois, ela estudou Ciências Naturais no Newnham College, Cambridge, na qual se formou em 1941. Com uma bolsa de estudos de pesquisa, começou a trabalhar no laboratório de fisico-química da Universidade de Cambridge sob a orientação de Ronald George Wreyford Norrish, que a desapontou por sua falta de entusiasmo. Felizmente, a British Coal Utilisation Research Association (BCURA) ofereceu-lhe o cargo de pesquisadora em 1942 e então ela começou seu trabalho com o carvão, o que a levou à conquista de um Ph.D. em 1945. Ela foi a Paris em 1947 como chercheur (pesquisadora pós-doutoral) sob orientação de Jacques Mering, no Laboratoire Central des Services Chimiques de l'Etat, onde se realizou como cristalógrafa de raios-X. Ela se tornou pesquisadora associada no King's College London em 1951 e trabalhou em estudos de difração de raios X, que mais tarde contribuiria amplamente à síntese da teoria da dupla hélice do DNA. Em 1953, depois de dois anos, devido ao desacordo com o diretor John Randall e com o colega Maurice Wilkins, ela foi obrigada a se mudar para o Birkbeck College. Em Birkbeck, John Desmond Bernal, presidente do departamento de física, ofereceu-lhe uma equipe de pesquisa separada.
Franklin é mais conhecida por seu trabalho com imagens da difração de raios-X do DNA, particularmente pela foto 51, enquanto trabalhava no King's College, em Londres, que levou à descoberta da dupla hélice do DNA, da qual James Watson, Francis Crick e Maurice Wilkins compartilharam o Prêmio Nobel de Fisiologia ou Medicina em 1962. Watson sugeriu que seria ideal que Franklin fosse premiada com um Prêmio Nobel de Química, juntamente com Wilkins, mas o Comitê Nobel não faz indicações póstumas. Franklin nunca soube que suas fotos foram as principais provas para a teoria da dupla hélice. Morreu em 1958, aos 37 anos, devido a um câncer de ovário.
Depois de terminar seu trabalho com DNA, Franklin liderou o trabalho pioneiro em Birkbeck sobre as estruturas moleculares dos vírus. Aaron Klug, membro da sua equipe, continuou sua pesquisa, ganhando o Prêmio Nobel de Química em 1982.

## Educação e juventude
Franklin nasceu em 25 de julho de 1920 em 50 Chepstow Villas, Notting Hill, Londres, em uma família judaica britânica influente. Seu pai era Ellis Arthur Franklin (1894-1964), um banqueiro mercantil politicamente liberal que ensinava no Working Men's College da cidade, e sua mãe, Muriel Frances Waley (1894-1976). Rosalind era a filha mais velha e o segundo filho da família de cinco filhos. David (nascido em 1919) era o irmão mais velho; Colin (nascido em 1923), Roland (nascido em 1926) e Jenifer (nascido em 1929) foram seus irmãos mais novos. O tio de seu pai foi Herbert Samuel (mais tarde, o Visconde de Samuel), que era o Ministro do Interior do Reino Unido em 1916 e o primeiro judeu praticante a servir no gabinete britânico. Sua tia, Helen Caroline Franklin, conhecida na família como Mamie, era casada com Norman de Mattos Bentwich, procurador-geral no mandato britânico da Palestina. Helen Caroline Franklin atuou na organização sindical e no movimento de sufrágio feminino e foi mais tarde membro do Conselho do Condado de Londres. Seu tio, Hugh Franklin, era outra figura proeminente no movimento de sufrágio, embora suas ações envergonhassem a família Franklin. O segundo nome de Rosalind, "Elsie", era uma memória à primeira esposa de Hugh, que morreu na pandemia de gripe de 1918. Sua família estava ativamente envolvida com o Working Men's College, onde seu pai ensinava disciplinas sobre eletricidade, magnetismo e a história da Grande Guerra à noite, tornando-se mais tarde o vice-diretor.
Os pais de Franklin ajudaram a estabelecer os refugiados judeus da Europa que haviam escapado dos nazistas, particularmente os do Kindertransport. Eles levaram dois filhos judeus para casa, e um deles, um austríaco de nove anos de idade, Evi Eisenstädter, compartilhou o quarto de Jenifer. (O pai de Evi, Hans Mathias Eisenstädter, foi preso em Buchenwald e, após a libertação, a família adotou o sobrenome "Ellis").
Desde a infância, Franklin mostrou habilidades escolares excepcionais. Aos seis anos, ela se juntou ao seu irmão Roland na Norland Place School, uma escola particular no oeste de Londres. Naquela época, sua tia Mamie (Helen Bentwich) descreveu-a para seu marido: "Rosalind é alarmantemente inteligente - ela passa todo o tempo fazendo aritmética por prazer e invariavelmente obtém suas somas corretas". Ela também desenvolveu um interesse em cricket e hóquei. Aos nove anos, entrou em um internato, Lindores School for Young Ladies em Sussex. A escola ficava perto da beira-mar, e a família queria um bom lugar para morar, por conta de sua delicada saúde.
Aos onze anos, foi para a St Paul's Girls' School, West London, uma das poucas escolas de meninas em Londres que ensinava física e química. No St. Paul, ela se destacou em ciência, no Latim e no esporte. Ela também aprendeu alemão e tornou-se fluente em francês, idioma que mais tarde seria útil. Ela foi a melhor em suas aulas e ganhou prêmios anuais. Sua única fraqueza educacional foi na música, para a qual o diretor de música da escola, o compositor Gustav Holst, uma vez contatou sua mãe para saber se ela sofria problemas de audição ou amidalite.
Com seis excelências, terminou seus estudos em 1938, ganhando uma bolsa de estudos para a universidade, a School Leaving Exhibition, de £30 por ano por três anos e £5 de seu avô. Seu pai pediu-lhe que desse a bolsa de estudo para um estudante refugiado que precisasse.

### Cambridge, Segunda Guerra Mundial e BCURA
O pai de Franklin não gostava da ideia de ensino superior para mulheres: gostaria que ela trabalhasse como assistente social. Mas Franklin, já aos 15 anos, queria ser cientista. Em 1938, matriculou-se na Newnham College, Cambridge, e estudou química no âmbito das Ciências Naturais. Lá, conheceu o espectroscopista Bill Price, com quem trabalhou no laboratório e que mais tarde se tornaria um de seus colegas seniores no King's College de Londres. Conheceu também Adrienne Weill, refugiada francesa e ex-aluna de Marie Curie, que teve grande influência em sua vida e carreira e ajudou-a a melhorar o seu francês falado. Em 1941, se formou com honras de segunda classe em seus exames finais, ganhando o título de bacharel.
Franklin ganhou uma bolsa de pesquisa no Newnham College e começou a trabalhar no laboratório de Ronald Norrish, na Universidade de Cambridge. Em seu ano de trabalho lá, ela não teve muito sucesso. Norrish reconheceu o potencial de Franklin, mas nunca a encorajou ou a apoiou muito. Conforme descrito por seu biógrafo, Norrish era "teimoso e quase perverso em suas discussões, arrogante e sensível às críticas". Franklin escreveu que ele a fez desprezá-lo completamente.
Desistindo de sua bolsa no laboratório de Norrish, foi nomeada assistente de pesquisa na British Coal Utilization Research Association (BCURA) em 1942. Norrish atuou como assessor dos militares no BCURA. Marcello Pirani e Victor Goldschmidt, ambos refugiados dos nazistas, foram consultores e lecionaram no BCURA enquanto Franklin trabalhava lá. Durante sua pesquisa no BCURA, ficou na pensão de Adrienne Weill em Cambridge até que sua prima Irene Franklin pedisse para se juntar a ela em uma casa desocupada de seu tio em Putney. Com Irene, ela se voluntariou como Air Raid Warden, fazendo patrulhas regularmente em prol do bem-estar das pessoas durante ataques aéreos durante a Segunda Guerra Mundial.
No BCURA, Franklin estudou a porosidade do carvão, usando hélio para determinar sua porosidade. Através disso, ela descobriu a relação entre as finas compressões nos poros das brasas e a permeabilidade do espaço poroso. Ao concluir que as substâncias eram expulsas por ordem de tamanho molecular à medida que a temperatura aumentava, ela ajudou a classificar os carvões e prever com precisão sua performance como combustível e para a produção de dispositivos de guerra, como máscaras de gás. Este trabalho foi a base para sua tese "The physical chemistry of solid organic colloids with special reference to coal". para o qual a Universidade de Cambridge concedeu-lhe um Ph.D. em 1945. Também foi a base de vários outros trabalhos.
Franklin trabalhou para o BCURA até 1947.

## Carreira e Pesquisa
Entre os anos de 1946 e 1950, Rosalind Franklin trabalhou em Paris, no Laboratoire Central des Services Chimiques de L'Etat, usando a técnica da difração dos raios-X para análise de materiais cristalinos.
Voltando para a Inglaterra, juntou-se a equipe de biofísicos do King's College Medical Research Council (1951) e com Raymond Gosling no laboratório de biofísica do britânico Maurice Wilkins, e iniciou a aplicação de estudos com difração dos raios-X para determinação da estrutura da molécula do DNA. Depois de fotografar o padrão de difração de raios-x criado pelas colisões com átomos dentro do cristal, foi possível determinar a estrutura da molécula. O trabalho da Dra. Franklin, particularmente, a "Foto 51", foi utilizado para determinar corretamente a estrutura e função do DNA. As fotografias foram material de análise para o bioquímico norte-americano James Dewey Watson e britânicos Maurice Wilkins e Francis Crick confirmarem a dupla estrutura helicoidal da molécula do DNA, dando-lhes o Nobel de Fisiologia e Medicina no ano de 1962. Rosalind morreu de câncer aos 37 anos, em 1958.
Em 1930 foram realizadas pesquisas onde pesquisadores descobriram que o TMV (Tobacco mosaic vírus) tratava-se de um vírus, que por sua vez é estável e estruturalmente simples, e, assim, ela forma cristais facilmente, tornando-o um candidato excelente para estudos de cristalografia de raios-x. TMV também é fácil de trabalhar no laboratório, sendo uma praga agrícola altamente infeccioso que ataca uma ampla variedade de espécies de plantas. Em plantas susceptíveis, causa sintomas óbvios, mas não mata suas plantas hospedeiras, que também tornou atraente para o estudo científico. Devido a essas condições, em 1953, a Dra. Franklin deixou King’s College para estudar o mosaico do vírus do tabaco (TMV) em Birkbeck College, Londres, onde ela passou os últimos cinco anos de sua vida, realizando um trabalho pioneiro na estrutura do vírus.
Encontrou em Birkbeck College um ambiente muito mais suscetível para evolução do seu trabalho do que King’s College, Dra. Franklin conseguiu reunir uma equipe de cientistas talentosos cujas pesquisas complementavam a dela. Com base nas descobertas de sua equipe, a Dra. Franklin criou a hipótese de que TMV era um tubo oco feito de proteínas que continham um único fio de RNA em espiral no interior do comprimento do tubo, como um fio em espiral dentro de um buraco de rosca.
Resolvendo a estrutura de um vírus de planta significava que também seria possível para resolver a estrutura de outros vírus - vírus animais. O vírus da poliomielite foi a primeira escolha, óbvia para este projeto, uma vez que já tinha sido cristalizado em 1955. Por essa razão, o Dra. Franklin procurou o financiamento necessário para resolver a estrutura do vírus.
Durante uma visita aos Estados Unidos em 1956, a Dra. Franklin começou a sofrer problemas de saúde que logo foram diagnosticados como câncer de ovário. Depois de duas cirurgias abdominais em um mês, ela voltou para o laboratório e redobrou seus esforços. Embora ela tenha se sentido bem por algum tempo, o câncer voltou logo.
Apesar de sua doença e morte iminente, a Dra. Franklin ainda conseguiu obter financiamento para manter sua equipe por mais três anos, pesquisando o vírus da poliomielite. Pouco depois de sua morte prematura, com apenas 37 anos de idade, dois membros de sua equipe, John Finch e Aaron Klug, publicaram um artigo de investigação na revista Nature que eles dedicaram a sua memória.
Após sua morte, John Bernal, que era presidente do departamento de física na Birkbeck College, escreveu obituários que foram publicados no New York Times e na revista Nature.
Está sepultada no Cemitério judaico de Willesden.

## Após a morte
Várias controvérsias em torno de Rosalind Franklin vieram à tona após sua morte.
Contribuição para o modelo de DNA
 As primeiras contribuições importantes de Rosalind Franklin ao modelo, popularizado por Crick e Watson, foram sua palestra no seminário de novembro de 1951, onde apresentou aos presentes, entre eles Watson, as duas formas da molécula, tipo A e tipo B, sendo sua posição que as unidades de fosfato estão localizadas na parte externa da molécula. Ela também especificou a quantidade de água a ser encontrada na molécula de acordo com outras partes, dados que têm considerável importância em termos de estabilidade da molécula. Franklin foi a primeira a descobrir e formular esses fatos, que de fato constituíram a base para todas as tentativas posteriores de construir um modelo da molécula. No entanto, Watson, na época ignorante da química, falhou em compreender as informações cruciais, e isso levou à construção de um modelo errado.
 A outra contribuição incluiu uma fotografia de raios-X do B-DNA (chamada Foto 51) tirada pelo aluno de Franklin, Gosling, que foi brevemente mostrada a Watson por Wilkins em janeiro de 1953 e um relatório escrito para uma visita do comitê de biofísica do MRC à King's em dezembro de 1952, que foi mostrada por Perutz no Laboratório Cavendish para Crick e Watson. Este relatório do MRC continha dados do grupo de King, incluindo alguns dos trabalhos de Franklin e Gosling, e foi entregue a Crick - que estava trabalhando em sua tese sobre a estrutura da hemoglobina - por seu supervisor de tese, Perutz, membro do comitê visitante.
 A biografia de Sayre sobre Franklin contém uma história alegando que a fotografia 51 em questão foi mostrada a Watson por Wilkins sem a permissão de Franklin e que isso constituiu um caso de ética científica ruim. Outros contestam essa história, afirmando que Wilkins recebeu a fotografia 51 do Ph.D. de Franklin do estudante Gosling porque ela estava deixando King's para trabalhar em Birkbeck, e não havia nada de estranho nessa transferência de dados para Wilkins ,porque o diretor Randall insistiu que todo o trabalho de DNA pertencia exclusivamente a King’s e instruiu Franklin em um carta para até parar de trabalhar nele e enviar seus dados. Além disso, foi implícito por Horace Freeland Judson que Maurice Wilkins havia tirado a fotografia da gaveta de Franklin, mas isso também é considerado incorreto.
 Da mesma forma, Perutz viu "nenhum dano" ao mostrar um relatório do MRC contendo as conclusões da análise de dados de raios-X de Franklin e Gosling para Crick, uma vez que não havia sido marcado como confidencial, embora "não se esperasse que o relatório chegasse a olhos externos". De fato, após a publicação de The Double Helix, de Watson, expor o ato de Perutz, ele recebeu tantas cartas questionando seu julgamento que sentiu a necessidade de responder a todas e de postar uma declaração geral na Science, desculpando-se com o fato base de ser "inexperiente e casual em questões administrativas".
 Perutz também afirmou que as informações do MRC já estavam disponíveis para a equipe de Cambridge quando Watson participou do seminário de Franklin em novembro de 1951. Uma versão preliminar de grande parte do material importante contido no relatório do MRC de dezembro de 1952 havia sido apresentada por Franklin em uma palestra que ela havia dado em novembro de 1951, ao qual Watson havia participado, mas não entendido.
 A carta de Perutz era como foi dita uma das três cartas, publicada com cartas de Wilkins e Watson, que discutiam suas várias contribuições. Watson esclareceu a importância dos dados obtidos no relatório do MRC, pois não havia registrado esses dados enquanto assistia à palestra de Franklin em 1951. O resultado disso tudo foi que, quando Crick e Watson começaram a construir seu modelo em fevereiro de 1953, estavam trabalhando com críticas. parâmetros que foram determinados por Franklin em 1951 e que ela e Gosling haviam refinado significativamente em 1952, assim como com dados publicados e outros dados muito semelhantes aos disponíveis na King's. Acreditava-se geralmente que Franklin nunca tinha consciência de que seu trabalho havia sido usado durante a construção do modelo, mas Gosling afirmou em sua entrevista de 2013 que "Sim. Ah, ela sabia disso".
Reconhecimento de sua contribuição ao modelo de DNA
 Após a conclusão do modelo, Crick e Watson convidaram Wilkins para ser coautor do trabalho que descreve a estrutura. Wilkins recusou esta oferta, pois ele não participara da construção do modelo. Mais tarde, lamentou que uma discussão maior sobre coautoria não tivesse ocorrido, pois isso poderia ter ajudado a esclarecer a contribuição do trabalho de King para a descoberta. Não há dúvida de que os dados experimentais de Franklin foram usados por Crick e Watson para construir seu modelo de DNA em 1953. Alguns, incluindo Maddox, explicaram essa omissão de citação sugerindo que pode ser uma questão de circunstância, porque tem sido muito difícil citar o trabalho não publicado do relatório do MRC que eles viram.
 De fato, um claro e oportuno reconhecimento teria sido estranho, dada a maneira pouco ortodoxa pela qual os dados foram transferidos de King's para Cambridge. No entanto, métodos estavam disponíveis. Watson e Crick poderiam ter citado o relatório do MRC como uma comunicação pessoal, ou então citado os artigos da Acta no prelo, ou mais facilmente, o terceiro artigo da Nature que eles sabiam estar no prelo. Uma das realizações mais importantes da biografia amplamente aclamada de Maddox é que Maddox fez um caso bem recebido de reconhecimento inadequado. "O reconhecimento que eles deram a ela foi mudo e sempre associado ao nome de Wilkins".
 Quinze anos após o fato, a primeira recitação clara da contribuição de Franklin apareceu à medida que permeava o relato de Watson, The Double Helix, embora estivesse enterrado sob descrições da consideração de Watson (muitas vezes bastante negativa) em relação a Franklin durante o período de seu trabalho em DNA. Essa atitude é sintetizada no confronto entre Watson e Franklin sobre uma pré-impressão do manuscrito de DNA errado de Pauling. As palavras de Watson levaram Sayre a escrever sua refutação, na qual todo o capítulo nove, "Winner Take All", tem a estrutura de um resumo jurídico dissecando e analisando o tópico do reconhecimento.
A análise inicial de Sayre era frequentemente ignorada por causa de percepções de tons feministas em seu livro. Watson e Crick não citaram o trabalho de difração de raios-X de Wilkins e Franklin em seu artigo original, embora admitam que "foram estimulados por um conhecimento da natureza geral dos resultados e ideias experimentais não publicados do Dr. MHF Wilkins, Dr. RE Franklin e seus colegas de trabalho no King's College London". De fato, Watson e Crick não citaram nenhum dado experimental para apoiar seu modelo. A publicação da imagem de raios-X do DNA de Franklin e Gosling, na mesma edição da Nature , serviu como principal evidência:
"Assim, nossas ideias gerais não são inconsistentes com o modelo proposto por Watson e Crick na comunicação anterior".

## Publicações
As publicações mais notáveis de Rosalind Franklin estão listadas abaixo. Os dois últimos foram publicados postumamente.
- D. H. Bangham; Rosalind E.Franklin (1946), «Thermal expansion of coals and carbonised coals» (PDF), Transactions of the Faraday Society, 48: 289–295, doi:10.1039/TF946420B289, cópia arquivada (PDF) em 9 de outubro de 2022from The Rosalind Franklin Papers, in "Profiles in Science", at National Library of Medicine
- R. E. Franklin (1949), «A study of the fine structure of carbonaceous solids by measurements of true and apparent densities: Part 1. Coals» (PDF), Transactions of the Faraday Society, 45 (3): 274–286, doi:10.1039/TF9494500274, cópia arquivada (PDF) em 9 de outubro de 2022Per National Library of Medicine above. Citation count 88
- R. E. Franklin (1949), «A study of the fine structure of carbonaceous solids by measurements of true and apparent densities: Part 2. Carbonized coals» (PDF), Transactions of the Faraday Society, 45 (7): 668–682, doi:10.1039/TF9494500668, cópia arquivada (PDF) em 9 de outubro de 2022Per National Library of Medicine above. Citation count 49
- R. E. Franklin (1949), «Note sur la structure colloïdale des houilles carboniseés», Bulletin de la Société Chimique de France, 16 (1–2): D53–D54Citation count 0
- R. E. Franklin (1950), «On the structure of carbon» (PDF), Journal de Chimie Physique et de Physico-Chimie Biologique, 47 (5–6): 573–575, Bibcode:1950JCP....47..573F, doi:10.1051/jcp/1950470573, cópia arquivada (PDF) em 9 de outubro de 2022Per National Library of Medicine above. Citation count 16. Note: this journal ceased publication in 1999
- R. E. Franklin (1950), «A rapid approximate method for correcting the low-angle scattering measurements for the influence of the finite height of the X-ray beam», Acta Crystallographica, 3 (2): 158–159, doi:10.1107/S0365110X50000343Citation count 15
- R. E. Franklin (1950), «The interpretation of diffuse X-ray diagrams of carbon», Acta Crystallographica, 3 (2): 107–121, doi:10.1107/S0365110X50000264Citation count 245. (In this article, Franklin cites Moffitt)
- R. E. Franklin (1950), «Influence of the bonding electrons on the scattering of X-rays by carbon», Nature, 165 (4185): 71–72, Bibcode:1950Natur.165...71F, PMID 15403103, doi:10.1038/165071a0citation count 11
- R. E. Franklin (1951), «Les carbones graphitisables et non-graphitisables», Comptes rendus hebdomadaires des séances de l'Académie des sciences, Presented by G. Rimbaud, session of 3 January 1951, 232 (3): 232–234Citation count 7
- R. E. Franklin (1951), «The structure of graphitic carbons» (PDF), Acta Crystallographica, 4 (3): 253–261, doi:10.1107/S0365110X51000842, cópia arquivada (PDF) em 9 de outubro de 2022Citation count 398
- G. E. Bacon; R.E. Franklin (1951), «The alpha dimension of graphite», Acta Crystallographica, 4 (6): 561–562, doi:10.1107/s0365110x51001793Citation count 8
- R. E. Franklin (1951), «Crystallite growth in graphitizing and non-graphitizing carbons», Proceedings of the Royal Society A, 209 (1097): 196–218, Bibcode:1951RSPSA.209..196F, doi:10.1098/rspa.1951.0197Citation count 513. Downloadable free from doi site, or alternatively from The Rosalind Franklin Papers collection at National Library of Medicine
- R. E. Franklin (1953), «Graphitizing and non-graphitizing carbons, their formation, structure and properties», Angewandte Chemie, 65 (13), doi:10.1002/ange.19530651311Citation count 0
- R. E. Franklin (1953), «The role of water in the structure of graphitic acid», Journal de Chimie Physique et de Physico-Chimie Biologique, 50: C26, doi:10.1051/jcp/195350s1c026
- R. E. Franklin (1953), «Graphitizing and nongraphihastizing carbon compounds. Formation, structure and characteristics», Brenstoff-Chemie, 34: 359–361
- R. E. Franklin; R. G. Gosling (25 de abril de 1953), «Molecular Configuration in Sodium Thymonucleate» (PDF), Nature, 171 (4356): 740–741, Bibcode:1953Natur.171..740F, PMID 13054694, doi:10.1038/171740a0Reprint also available at Resonance Classics
- Franklin, R. E.; Gosling, R. G. (1953). «The structure of sodium thymonucleate fibres. I. The influence of water content». Acta Crystallographica. 6 (8): 673–677. doi:10.1107/S0365110X53001939
- Franklin, R. E.; Gosling, R. G. (1953). «The structure of sodium thymonucleate fibres. II. The cylindrically symmetrical Patterson function». Acta Crystallographica. 6 (8): 678–685. doi:10.1107/S0365110X53001940
- R.E. Franklin; M. Mering (1954), «La structure de l'acide graphitique», Acta Crystallographica, 7 (10), doi:10.1107/s0365110x54002137
- Rosalind Franklin; K. C. Holmes. (1956), «The Helical Arrangement of the Protein Sub-Units in Tobacco Mosaic Virus» (PDF), Biochimica et Biophysica Acta, 21 (2): 405–406, PMID 13363941, doi:10.1016/0006-3002(56)90043-9, cópia arquivada (PDF) em 9 de outubro de 2022Article access per National Library of Medicine above
- Rosalind E. Franklina; A. Klug (1956), «The nature of the helical groove on the tobacco mosaic virus particle X-ray diffraction studies», Biochimica et Biophysica Acta, 19 (3): 403–416, PMID 13315300, doi:10.1016/0006-3002(56)90463-2
- Klug, Aaron, J. T. Finch, and Rosalind Franklin (1957), «The Structure of Turnip Yellow Mosaic Virus: X-Ray Diffraction Studies» (PDF), Biochimica et Biophysica Acta, 25 (2): 242–252, PMID 13471561, doi:10.1016/0006-3002(57)90465-1, cópia arquivada (PDF) em 9 de outubro de 2022Per National Library of Medicine above
- Franklin, Rosalind, Aaron Klug, J. T. Finch, and K. C. Holmes (1958), «On the Structure of Some Ribonucleoprotein Particles» (PDF), Discussions of the Faraday Society, 25: 197–198, doi:10.1039/DF9582500197, cópia arquivada (PDF) em 9 de outubro de 2022Per National Library of Medicine
- Klug, Aaron; Rosalind Franklin (1958), «Order-Disorder Transitions in Structures Containing Helical Molecules» (PDF), Discussions of the Faraday Society, 25: 104–110, doi:10.1039/DF9582500104, cópia arquivada (PDF) em 9 de outubro de 2022Per National Library of Medicine
- Klug, Aaron, Rosalind Franklin, and S. P. F. Humphreys-Owen (1959), «The Crystal Structure of Tipula Iridescent Virus as Determined by Bragg Reflection of Visible Light» (PDF), Biochimica et Biophysica Acta, 32 (1): 203–219, PMID 13628733, doi:10.1016/0006-3002(59)90570-0, cópia arquivada (PDF) em 9 de outubro de 2022Per National Library of Medicine
- Franklin, Rosalind, Donald L. D. Caspar, and Aaron Klug (1959), «Chapter XL: The Structure of Viruses as Determined by X-Ray Diffraction» (PDF), Plant Pathology: Problems and Progress, 1908–1958, University of Wisconsin Press, pp. 447–461, cópia arquivada (PDF) em 9 de outubro de 2022Per National Library of Medicine